# Signály.cz
Signály.cz (neformálně signály) je ekumenický komunitní web určený především pro křesťanskou mládež. Jedním z jeho hlavních cílů je přinést Krista blíž pomocí internetu. Na portálu je možné diskutovat, vytvářet blogy, sdílet fotografie a videa, informovat o akcích, sdružovat se do společenství a využívat další služby. Web signály.cz vznikl v roce 2001 jako nástěnka akcí Sekce pro mládež České biskupské konference. Projekt procházel různými transformacemi až do dnešní podoby. Zásadní změna se uskutečnila v roce 2007, kdy vznikl komunitní web. Ten byl slavnostně představen během Celostátního setkání mládeže v Táboře..
Prvním šéfredaktorem serveru byl Jan Jakouš. Se signály.cz je často spojován Jan Šedo, známý spíše pod přezdívkou HejTi, který se na jejich vývoji podílel 9 let. V současné době vede signály.cz Václav Vacek. Provozovatelem je signály.cz, z. s. za podpory Sekce pro mládež ČBK a Asociace křesťanských spolků mládeže, z.s.

## Historie

### 2001 – nástěnka akcí
Jako reakce na poptávku po místě, kde by byl přehled akcí pro mladé konaných jednotlivými organizacemi v církvi, na konferenci o mládeži vznikl web www.signaly.cz.

### 2003 – polomagazín
K nástěnce akcí se přidala rubrika články, ve které se publikovaly články z diecézních časopisů. S projektem signály.cz vyhrál Jan Šedo soutěž Junior Internet.

### 2004 – 1. zaměstnanec, magazín
Arcibiskupství olomoucké vytvořilo pracovní místo pro redaktora signály.cz, který se tak mohl naplno věnovat rozvoji projektu do plnohodnotného magazínu s vlastní redakcí. Druhý rok se rozhodla tento úvazek přebrat ČBK.

### 2007 – komunitní systém
Sami mladí (konkrétně Jiří Král) přišli s nápadem přetvoření magazínu signály.cz na komunitní systém. Po široké diskusi na zasedání Sekce pro mládež ČBK začala příprava na zkoušku a na CSM Tábor 2007 byl spuštěn. Mladými lidmi byl velice vděčně přijat.

### 2010 – nová verze komunitního systému
14. září byla nasazena nová verze komunitního systému. Byly seskupeny redakční aktivity pod tzv. „s.magazín“ v rámci kterého vychází každý den Slovo na den, Událost dne, týdně shrnutí nejdůležitějších zpráv v rubrice Týden, monitoring křesťanských médií, e-neděle a občasně s.trucne. Po funkční stránce se inspirovaly moderními komunitními systémy, zejména možností všechno komentovat, tlačítkem "Líbí se mi" a streamu aktivit přátel pojmenovaném "Co se děje". Technicky je stavěná na PHP 5.3, Nette Framework, MySQL 5.1. Změna byla provázena negativními a zdrženlivými reakcemi zejména kvůli množství nefunkčních věcí při spuštění. Vývoji nové verze se věnovaly bakalářské práce Jana Šedo a Ondřeje Války.

### 2014 – nové funkce
V roce 2014 signály.cz registrovaly na svoji finanční podporu dárcovskou sms (DMS SIGNALY) a založily tzv. Klub přátel. Nově přibyla služba chat s osobností, bylo zahájeno vydávání video katechezí Youcat s českými titulky a natáčení seriálu Bůh, sex a manželství.

### 2015
V roce 2015 bylo provedeno velké množství drobných úprav jak pro redakci, tak samotného systému. Byl nasazen nový systém náhledů fotografií, který měnil nejen způsob generování těchto náhledů, ale také samotný vizuál fotek a jejich alb. Nově byla přidána možnost procházet oštítkované fotky podobně jako fotoalbum. Na podzim byl po čtvrt roku příprav spuštěn nový vzhled pojmenovaný sirup, který přinesl zejména nový layout úvodní stránky a grafický návrat ke kořenům signály.cz – zelené barvě.

### 2016
V roce 2016 byla vydána kniha „Boží doteky“, ve které jsou sesbírány kvalitní blogové články od uživatelů Signálů. Redakce začala umožňovat autorizaci uživatelů online přes webovou kameru a redakční blogy dostaly nový jednotný vzhled. Kromě pravidelné údržby a aktualizace serveru a PHP byly naprogramovány některé nové funkce. Byl spuštěn nový redakční nástroj pro správu reklamy, bylo umožněno pozvat na akci celé společenství, nebo rovnou vybrat všechny přátele. Byla vylepšena stránka se štítky, dále byla autorizátorům přidána možnost měnit email uživatele. Uživatelům byly přidány ankety na nástěnky. Vývojáři signály.cz také naprogramovali přihlašovací systém a web pro Celostátní setkání mládeže v Olomouci. Díky dotaci z Renovabis byl započat kurz pro mladé programátory.

### 2017
V roce 2017 se podařilo spustit na webu novou sekci Diskuze a Přímluvy. Také byl otevřen online prostor pro dotazy představitelům církve s názvem Fórum církve. V roce 2017 se uskutečnilo Celostátní setkání mládeže v Olomouci. K této akci signály.cz naprogramovali i vlastní aplikaci pro mobilní telefony. Letos bylo zahájeno natáčení vlastního pořadu Církev za oponou, který byl podpořen z Renovabis a CREDO CZ – nadační fond. Tento rok byl otevřen grantový program Dobrý skutek, který má za cíl finančně podporovat aktivity mladých křesťanů ve svých farnostech.
Pro podporu blogování nově vyhlašujeme soutěž Blog roku signály.cz. Na webu signály.cz nově nabízí několik duchovních osob i možnost osobního duchovního doprovázení.

## signály.cz, z. s.
signály.cz byly původně společným projektem Sekce pro mládež ČBK a Asociace křesťanských sdružení mládeže, o.s. Z důvodu velkého rozšíření projektu v roce 2007 bylo pro jeho správu založeno vlastní občanské sdružení. Na MK ČR bylo sdružení zaregistrováno dne 13. 10. 2008.
V čele občanského sdružení je předseda, který sestavuje Realizační tým, kterého je sám členem. Realizační tým je výkonným orgánem sdružení a pravidelně se schází na zasedáních, kde řeší aktuální i koncepční záležitosti. Bývá zvykem, že předseda spolku je zároveň na pozici koordinátora projektu a ostatní členové Realizačního týmu jsou zodpovědní za jednotlivé sekce.
Sídlo sdružení je na Kozí 8, Brno. Kancelář sdružení nazývaná signály.cz room je propojena s prostory Studentského centra VKH Brno.

## Autorizace na signály.cz
Autorizovaný uživatel je ten, který prokázal, že údaje a vložená fotografie, které zadal při registraci na signály.cz, jsou jeho a jsou pravdivé. Tento uživatel je proto důvěryhodný a má na signály.cz více práv. Na jeho profilu se zobrazuje symbol autorizovaného uživatele. Autorizaci provádějí určení autorizátoři, se kterými je nutné se osobně setkat nebo se spojit online přes webkameru a předložit průkaz totožnosti k ověření údajů.

## signály.cz life
V roce 2008 založil Jan Šedo na Absolonově 35a a 35b, Brno společenství vysokoškoláků (hovorově „lajfáků“), kteří se podílejí na správě signály.cz a snaží se žít komunitním životem. Například se společně ráno a večer modlí nebo pořádají tzv. „čtvrtky“, kdy si někdo z obyvatel či příznivců připraví tematický večer který je přístupný komukoli. Společně pak vytváří blog, který převážně informuje o dění ve společenství.
Pro signály.cz je s.life i místem pro vícedenní setkání některého z týmů. Nejčastěji se zde setkávají programátoři na programovací víkendy.
V akademickém roce 2008/2009 byl počet obyvatel 9 a následně se rozšířil na 14.
Od roku 2010 spravuje toto společenství Libor Talaš. V roce 2015 bylo formálně zrušeno spojení signály.cz life se signály.cz.
Pro akademický rok 2018/2019 již přebírá správu Vojtěch Krejzar. Kapacita čítá 11+2 osob a k bydlení už je využíván pouze dům 35b. Aktuální info a kontakty je možné najít na stránce https://www.facebook.com/signalylife